# Столкновение над Загребом
Столкновение над Загребом — крупная авиационная катастрофа, произошедшая в пятницу 10 сентября 1976 года. В небе над Югославией (ныне Хорватия) близ Врбовеца и над радиомаяком Загреба столкнулись авиалайнеры HS-121 Trident 3B авиакомпании British Airways (рейс BE476 Лондон—Стамбул, позывной — Bealine 476) и McDonnell Douglas DC-9-31 авиакомпании Inex-Adria Aviopromet (рейс JP550 Сплит—Кёльн, позывной — Adria 550). В катастрофе погибли 177 человек — все находившиеся на обоих самолётах 176 человек (63 на Trident 3B (54 пассажира и 9 членов экипажа) и 113 на DC-9 (108 пассажиров и 5 членов экипажа)) и 1 человек на земле.
На момент событий (на 1976 год) это было крупнейшее по числу жертв столкновение самолётов в воздухе.
Также эта авиакатастрофа остаётся крупнейшей на Балканском полуострове, а также в истории авиакомпании British Airways (не считая её предшественниц).

## Сведения о самолётах

### Trident 3B
HS-121 Trident 3B (регистрационный номер G-AWZT, серийный 2320) был выпущен в 1972 году (первый полёт совершил 26 мая). 6 июня того же года был передан авиакомпании British European Airways (BEA), от которой 1 апреля 1974 года перешёл в авиакомпанию British Airways. Оснащён тремя турбореактивными двигателями Rolls-Royce Spey 512-5W. На день катастрофы совершил 6952 цикла «взлёт-посадка» и налетал 8627 часов.
Состав экипажа рейса BE476 был таким:
- Командир воздушного судна (КВС) — 44-летний Деннис В. Танн (англ. Dennis V. Tann). Очень опытный пилот, проработал в авиакомпании British Airways 19 лет и 1 месяц (с 11 июля 1957 года). Налетал 10 781 час, 399 из них на Trident 3B.
- Второй пилот — 29-летний Брайан Э. Хельм (англ. Brian E. Helm). Опытный пилот, проработал в авиакомпании British Airways 7 лет и 6 месяцев (с 24 февраля 1969 года). Налетал 3655 часов, 1592 из них на Trident 3B.
- Бортинженер — 24-летний Мартин Дж. Флинт (англ. Martin J. Flint). Проработал в авиакомпании British Airways 3 года и 5 месяцев (со 2 апреля 1973 года). Налетал 1640 часов, 1444 из них на Trident 3B.

В салоне самолёта работали шестеро бортпроводников:
- Дэвид Дж. Крук (англ. David J. Crook), 33 года — старший бортпроводник. В British Airways с 29 марта 1965 года.
- Лоуренс Дж. О’Киф (англ. Lawrence J. O'Keefe), 30 лет. В British Airways с 13 апреля 1970 года.
- Энн П. Уолли (англ. Anne P. Whalley), 32 года. В British Airways с 7 марта 1966 года.
- Рона Годдард-Кроули (англ. Rona Goddard-Crawley), 31 год. В British Airways с 12 апреля 1966 года.
- Дженнифер Д. Мандэй (англ. Jennifer D. Munday), 30 лет. В British Airways с 19 июня 1967 года (в составе экипажа борта G-AWZT с 26 апреля 1976 года).
- Рут У. Педерсен (англ. Ruth W. Pedersen), 26 лет. В British Airways с 28 февраля 1972 года.

### McDonnell Douglas DC-9
McDonnell Douglas DC-9-31 (регистрационный номер YU-AJR, заводской 47649, серийный 741) был выпущен в 1974 году (первый полёт совершил 2 июля под тестовым б/н N54638). 5 марта 1976 года был передан авиакомпании Inex-Adria Aviopromet. Оснащён двумя турбореактивными двигателями Pratt & Whitney JT8D-9A. На день катастрофы совершил 990 циклов «взлёт-посадка» и налетал 1345 часов.
Состав экипажа рейса JP550 был таким:
- Командир воздушного судна (КВС) — 51-летний Йоже Крумпак (словен. Jože Krumpak). Очень опытный пилот, проработал в авиакомпании Inex-Adria Aviopromet 14 лет (с 1962 года). Управлял самолётами Douglas DC-6 и Douglas DC-8. Налетал 10 157 часов, свыше 3250 из них на McDonnell Douglas DC-9.
- Второй пилот — 29-летний Душан Ивануш (словен. Dušan Ivanuš). Опытный пилот, проработал в авиакомпании Inex-Adria Aviopromet 2 месяца и 13 дней (с 28 июня 1976 года). Управлял самолётом Convair CV-440. Налетал 2951 час, 1583 из них на McDonnell Douglas DC-9.

В салоне самолёта работали три стюардессы:
- Лидия Офентавшек (словен. Lidija Ofentavšek), 29 лет — старшая стюардесса.
- Мойца Сила (словен. Mojca Sila), 23 года.
- Елка Жагар (словен. Jelka Žagar), 24 года.

| Гражданство | Пассажиры | Экипаж | Всего |
| ----------- | --------- | ------ | ----- |
| Югославия   | 1         | 5      | 6     |
| ФРГ         | 107       | 0      | 107   |
| Всего       | 108       | 5      | 113   |

## Хронология событий

### Предшествующие обстоятельства
Рейс BE476 вылетел из Лондона в 08:32, на его борту находились 9 членов экипажа и 54 пассажира. После вылета лайнер занял эшелон FL330 (33 000 футов или 10 000 метров) и далее летел на автопилоте на юго-восток.
Рейс JP550 вылетел из Сплита в 09:48, на его борту находились 5 членов экипажа и 108 пассажиров (107 из них были немецкими туристами, возвращавшимися после отдыха в Далмации).

### Ситуация над Загребом
В небе над Загребом сходились несколько воздушных коридоров, в том числе из Западной Европы в Южную, а также на Ближний Восток и Северную Африку. Также, для удобства, воздушное пространство было поделено на три сектора: нижний (до 7620 метров), средний (от 7620 до 9448 метров) и верхний (выше 9448 метров).
Но при таком оживлённом движении самолётов в центре УВД Загреба ощущалась острая нехватка авиадиспетчеров, которых там работало всего 30 человек, хотя должно было быть вдвое больше. В результате авиадиспетчеры работали по 12 часов. Помимо этого, установленный в 1973 году радар так и не был откалиброван и давал показания с ошибкой до 300 метров. В таких условиях за предыдущие 5 лет в небе над Загребом произошли 32 опасных сближения самолётов, которые чуть было не закончились авиакатастрофами, из-за чего 2 авиадиспетчера были уволены. В результате руководство попросту начало закрывать глаза на постоянные опоздания сотрудников и их отсутствие на рабочих местах.
10 сентября 1976 года в 06:00 на работу заступила утренняя смена авиадиспетчеров под началом 43-летнего Юлио Дайчича (хорв. Julio Dajćić). Верхним сектором руководил 28-летний авиадиспетчер Градимир Тасич (хорв. Gradimir Tasić), а помогал ему 29-летний Младен Хохбергер (хорв. Mladen Hochberger). В отличие от остальных своих коллег по смене, отдохнувших перед работой, Тасич работал уже третью смену подряд без перерыва.
Через 4 часа после начала их работы, в 10:00, Хохбергер ушёл искать пропавшего сменщика (34-летнего Ненада Тепежа (хорв. Nenad Tepež)), и Тасич остался у радара один. В 10:04 на экране радара появился покинувший территорию Австрии рейс BE476 (Trident 3B), находившийся в это время на эшелоне FL330 (10 050 метров) и летевший по курсу 120—122°.
| 10:04:12 | BE476       | Загреб, это Билайн 476, доброе утро (англ. Zagreb, Bealine 476, good morning). |
|          | УВД Загреба | Билайн 476, доброе утро, говорите (англ. Bealine 476, good morning, go ahead). |
| 10:04:19 | BE476       | Это 476-й, прошли Клагенфурт в 02, 330 и ожидаем Загреб в один четыре (англ. Er, 476, is Klagenfurt at 02, 330 and estimating Zagreb at One Four).                                  |
| 10:04:27 | УВД Загреба | Билайн 476, понял, сообщите, когда пройдёте Загреб, высота полёта 330, ответчик Альфа 2312 (англ. Bealine 476, roger, call me passing Zagreb, flight level 330, SQUAWK Alpha 2312). |
| 10:04:40 | BE476       | Набираю 2312 (англ. 2312 is coming). |

Это было последнее радиосообщение, полученное от рейса BE476. Сам Тасич практически сразу после передачи переключился на самолёт авиакомпании Turkish Airlines. А неоткалиброванный радар в это время показывал неправильную высоту полёта рейса BE476 — эшелон FL335 (10 200 метров).
Тем временем средним сектором руководили 2 авиадиспетчера — 29-летний Боян Эрьявец (хорв. Bojan Erjavec) и 28-летний Градимир Пелин (хорв. Gradimir Pelin). В 10:05 с Эрьявецем связался рейс JP550 (DC-9), который до этого около 10 минут находился в нижнем секторе и зашёл в средний сектор после подъёма с эшелона FL240 (7300 метров).
| 10:05:57 | JP550       | Адрия 550, занял 260, запрашиваю верхний эшелон (англ. Adria 550, leveling 260, standing by for higher).                                                                          |
| 10:06:03 | УВД Загреба | 550, простите, но 330… э… 310 сейчас занят, 280 тоже, может подниметесь до 350? (англ. 550, sorry, 330… e… 310 is not available, 280 also, are you able to climb may be to 350?). |
| 10:06:11 | JP550       | Подтверждаю, подтверждаю, с удовольствием (англ. Affirmative, affirmative, with pleasure).                                                                                        |

После этого Эрьявец попытался привлечь внимание Тасича, подняв руку вверх. Но тот дал понять, что сейчас очень занят и против дополнительных самолётов у себя в секторе. Однако, находясь на среднем секторе, рейс JP550 мешал многим другим авиарейсам, вылетавшим из югославских аэропортов. Поэтому Эрьявец попросил Пелина вместе с Тасичем скоординировать крутой подъём для рейса JP550. Пелин подошёл к Тасичу, показал ему полоску с рейсом JP550 и спросил, может ли данный рейс занять эшелон FL350 (10 650 метров).
Глянув на полоску, Тасич спросил, где находится данный самолёт, на что Пелин показал ему на засветку на радаре со стороны радиомаяка Костайницы. Ответ поначалу был утвердительным, но тут Пелин заметил другую засветку, движущуюся со стороны Метлики, и указал на неё, на что Тасич сказал, что надо подождать их расхождения. После этого Пелин на время сходил к радару среднего сектора, чтобы убедиться, что положение рейса JP550 относительно радара верхнего сектора было определено верно. Затем вместе они наблюдали расхождение рейсов на радаре, после чего Тасич разрешил дать команду рейсу JP550 на набор высоты. Пелин доложил об этом Эрьявецу, который вновь связался с рейсом JP550:
| 10:07:40 | УВД Загреба | Адрия 550, разрешаю занять воздушный эшелон 350 (англ. Adria 550, recleared flight level 350). |
| 10:07:45 | JP550       | Спасибо, поднимаюсь до 350. Адрия 550 (англ. Thank you, climbing to 350. Adria 550).           |

Сразу после этой передачи Пелин позвонил в УВД Вены и предупредил, что рейс JP550 будет на эшелоне FL350. Далее диспетчер связался с данным рейсом и предупредил его о приближении к радиомаяку Костайницы, после которого уже был район Загреба, и потребовал отчитаться при прохождении эшелона FL290 (8850 метров). Экипаж подтвердил полученную информацию, после чего лайнер, летя со скоростью 505 км/ч по курсу 353° в сторону радиомаяка Загреб, начал подъём. Через некоторое время рейс JP550 снова вышел на связь:
| 10:09:49 | JP550       | Загреб, Адрия 550. Пересекаю 290 (англ. Zagreb, Adria 550. Is out of 290).              |
| 10:09:53 | УВД Загреба | Понял, доложите мне сразу, как пересечёте 310 (англ. Roger, call me crossing 310, now). |
| 10:09:55 | JP550       | Понял (англ. Roger).                                                                    |

Подъём с эшелона FL290 на FL310 (9450 метров) занял у рейса JP550 2 с лишним минуты.
| 10:12:03 | JP550       | Загреб, Адрия 550 пересёк 310 (англ. Zagreb, Adria 550 out of 310).                                                                                        |
| 10:12:06 | УВД Загреба | 550, переключайтесь на Загреб. 134,45 МГц частота приёмника. Хорошего дня, сэр (англ. 550, for further Zagreb. 134,45 MHz SQUAWK stand by. Good day, Sir). |
| 10:12:12 | JP550       | Перехожу на частоту 134,45 МГц. Хорошего дня (англ. SQUAWK stand by 134,45 MHz. Good day).                                                                 |

### Столкновение

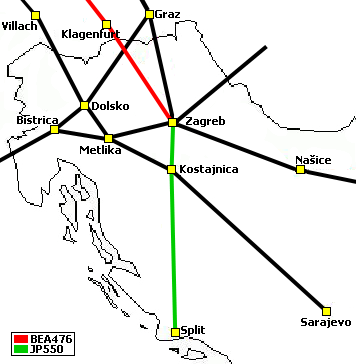
Траектории полёта рейсов BE476 (красный) и JP550 (зелёный), а также остальных воздушных коридоров (чёрный)

Частота 134,45 МГц, на которую Эрьявец дал указание переключиться экипажу рейса JP550, являлась кодом сигнала ожидания. Тем самым авиадиспетчер среднего сектора хотел облегчить работу своему коллеге, так как появившаяся на радаре отметка самолёта с нестандартным кодом должна была сразу привлечь к себе внимание. Но это стало ошибкой, так как данный код сигнала ожидания предназначался для среднего, а не верхнего сектора. Помимо этого, радар был настроен так, что сигнал предупреждения выдавался, только если в зону ответственности входил неизвестный самолёт, или самолёт с «чужим» кодом ответчика внезапно начинал самостоятельно переходить на другую высоту, а на сигнал ожидания из другого сектора данная система управления не реагировала.
Хохбергер тем временем наткнулся на опаздывавшего Тепежа и оба задержались в коридоре, поэтому Тасич продолжал работать у радара в одиночку. Он вёл сразу 11 рейсов и от переутомления поначалу не заметил, что на экране появилась зелёная точка без отметки. Вскоре, припозднившись, к Тасичу подошёл Пелин и передал ему карточку рейса JP550. Поглощённый работой, Тасич лишь вскользь глянул на неё и не обратил внимание, что на ней указана неверная высота полёта. Сам экипаж рейса JP550 поначалу не выходил на связь с диспетчером, вероятнее всего из-за того, что частота переговоров в тот момент была занята.
В это время к Тасичу пришёл сменщик Хохбергера Ненад Тепеж. В результате нагрузка на Тасича только возросла, так как ему пришлось не только вести радиопереговоры, но и вводить Тепежа в ситуацию на тот момент. После этого Тепеж занялся телефонными переговорами с другими УВД. Из-за занятости Тасич так и не успел как следует изучить данные карточки рейса JP550 и не подозревал, что тот набирает высоту. Тем временем сам рейс JP550 в 10:14:04 достиг радиомаяка Загреба, в связи с чем вышел на связь с авиадиспетчером, при этом ведя переговоры на смеси английского и хорватского языков:
| 10:14:04 | JP550       | Добрый день, Загреб, Адрия 550 (хорв. Dobar dan, Zagreb, Adria 550).                     |
| 10:14:07 | УВД Загреба | Адрия 550, Загреб, добрый день, говорите (хорв. Adria 550, Zagreb, dobar dan, go ahead). |
| 10:14:10 | JP550       | 325 прошли, Загреб на один четыре (англ. 325 crossing, Zagreb at One Four).              |

От услышанного Тасич опешил и сразу переспросил:
| 10:14:14 | УВД Загреба | Какая у вас сейчас высота? (англ. What is your present level?) |
| 10:14:17 | JP550       | 327.                                                           |

Тасич понял, что та движущаяся отметка на радаре, которая только что прошла над радиомаяком, и есть тот самый рейс JP550, и теперь этот рейс летит, поднимаясь, на пересечение с рейсом BE476, который, согласно показаниям радара, летит на эшелоне FL335 (10 200 метров), то есть может произойти столкновение. Запаниковав, Тасич перешёл на родной хорватский и, запинаясь, крича связался с рейсом JP550:
| 10:14:22 | УВД Загреба | … э… задержитесь на этой высоте и доложите о прохождении Загреба! (хорв. … e… zadržite se na toj visini i javite prolazak Zagreba!)                                                          |
| 10:14:27 | JP550       | Какой высоте? (хорв. Kojoj visini?) |
| 10:14:29 | УВД Загреба | На которую вы сейчас поднялись, потому что… уф… перед вами летит самолёт на… 335 слева направо! (хорв. Na kojoj ste sada u penjanju jer… e… imate avion pred vama na… 335 sa leva na desno!) |
| 10:14:38 | JP550       | O.K., остаёмся точно на 330 (хорв. OK, ostajemo točno 330). |

Это было последнее радиосообщение с борта рейса JP550. Данный радиообмен вёлся на хорватском языке, что значительно усложнило ситуацию, поскольку его смысл не был понятен экипажам самолётов из других стран, в том числе и экипажу рейса BE476.
Решив, что ситуацию удалось исправить, Тасич занялся другими рейсами. Через 30 секунд после связи с рейсом JP550 он попытался связаться с рейсом BE476:
| 10:15:06 | УВД Загреба | Билайн 476, Загреб… доложите о прохождении Нашице (англ. Bealine 476, Zagreb… report passing Nasice). |
| 10:15:12 | BE778       | Битурс 778, вы его вызываете…? (англ. Beatours 778, were you calling…?)                               |
| 10:15:14 | УВД Загреба | Ответ отрицательный (англ. Negative).                                                                 |

Игнорируя вызовы от экипажей других самолётов, Тасич начал вызывать рейс JP550, а затем и BE476:
| 10:15:50 | УВД Загреба | Адрия 550, Загреб… (англ. Adria 550, Zagreb…)    |
| 10:16:00 | УВД Загреба | Адрия 550, Загреб…                               |
| 10:16:14 | УВД Загреба | Адрия 550, Загреб…                               |
| 10:16:32 | УВД Загреба | Адрия 550, Загреб…                               |
| 10:16:42 | УВД Загреба | Адрия 550, Загреб…                               |
| 10:16:50 | УВД Загреба | Билайн 476, Загреб… (англ. Bealine 476, Zagreb…) |
| 10:16:58 | УВД Загреба | Билайн 476, Загреб…                              |

Оба рейса молчали.
Тем временем по воздушному коридору UB5 на восток летел Boeing 737 авиакомпании Lufthansa (рейс LH360). Он следовал на эшелоне FL290 и на расстоянии 25 километров следом за рейсом BE476. Неожиданно второй пилот увидел впереди вспышку, а затем появившийся шар дыма и два падающих самолёта. Командир рейса 360 Йозеф Крёзе (нем. Josef Kröse) попытался связаться с авиадиспетчером среднего сектора, что у него получилось не сразу:
| 10:15:40 | LH360 | …э, Загреб! Похоже, мы видели столкновение в воздухе. Мы говорим о двух самолётах, вероятно, находившихся чуть ниже нашей позиции (англ. …e Zagreb! It is possible we have a mid-air collision in sight. We have two aircraft going down, well, almost below our position now). |

Командир рейса 360 был настолько взволнован, что Эрьявец не смог его понять (впоследствии сам КВС Крёзе при прослушивании аудиозаписи со своим докладом с трудом разобрал собственную речь). В результате через некоторое время он снова связался с авиадиспетчером:
| 10:18:12 | LH360 | Возможно, что перед нами в воздухе произошло столкновение самолётов… э… прямо над Загребом. Мы видели два самолёта, несущихся к земле… и из них шёл дым (англ. It is possible that the other aircraft ahead of us had a mid-air collision… er… just overhead Zagreb. We had two aircraft going down with a rapid rate of descent… and there was also smoke coming out). |

Услышав эти слова, Эрьявец был ошеломлён и посмотрел на Тасича. Тот уже осознал, что произошло, и, побледнев от шока, снял наушники и положил их на пульт перед собой.

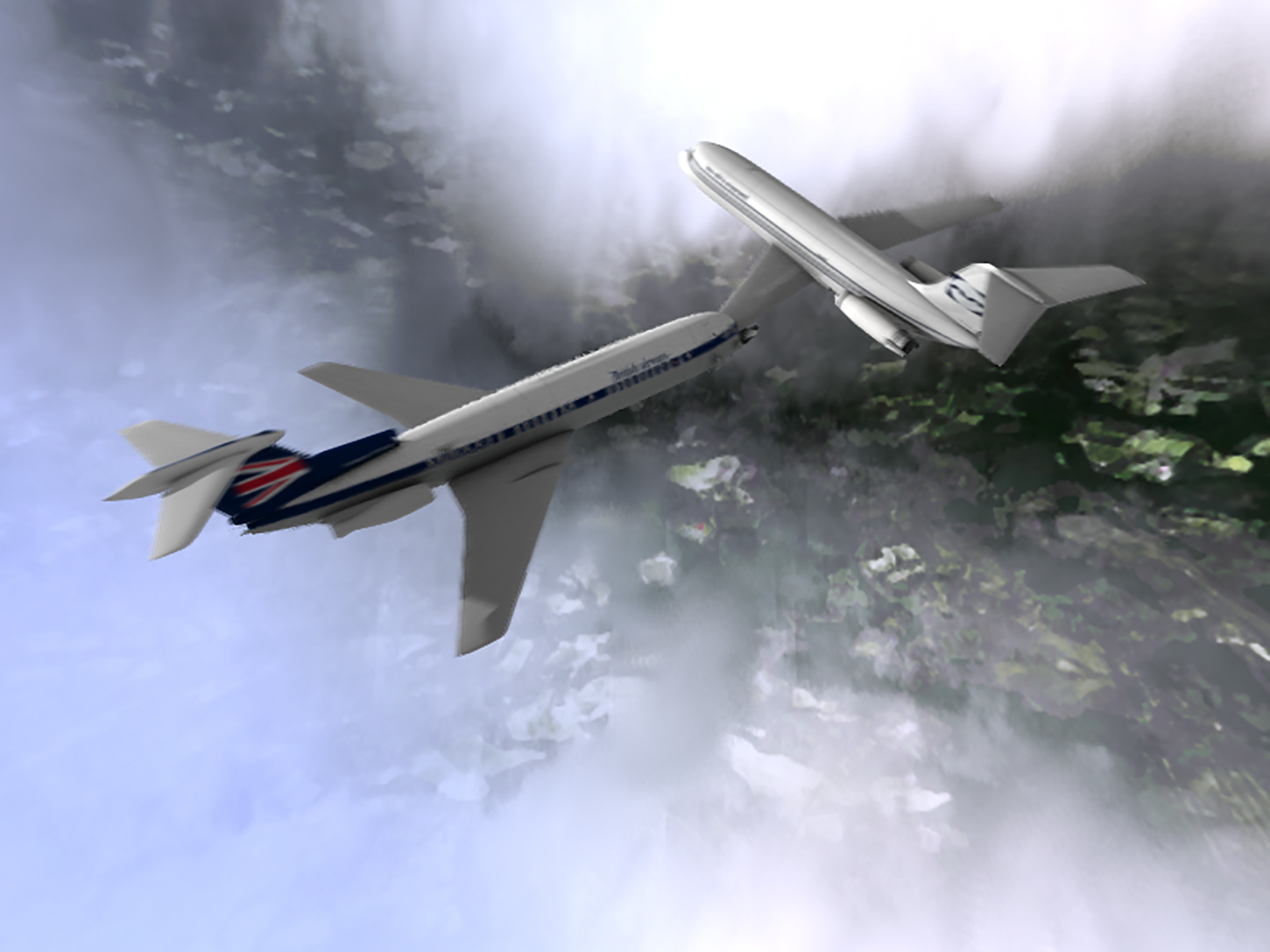
Компьютерная реконструкция столкновения

Всего через 3 секунды после своего последнего сеанса связи с Загребом (около 10:14:41), на эшелоне FL330 (10 050 метров), пролетая около Врбовеца, рейс JP550 под углом 122° и с суммарной скоростью около 1700 км/ч врезался в рейс BE476 (DC-9 — курс 353°; Trident 3B — курс 115°). Передней кромкой левой плоскости крыла длиной 5 метров DC-9 разрезал кабину пилотов и носовую часть пассажирского салона Trident 3B, из-за чего сразу погибли все 3 пилота, а пассажиры в салоне быстро задохнулись от недостатка кислорода. От удара левая плоскость крыла DC-9 оторвалась, в результате чего взорвался левый топливный бак. Обломки полетели в двигатель №1 (левый), который также взорвался. Разрушаясь в воздухе, DC-9 понёсся к земле на расположенные внизу виноградники. Уцелевшие пилоты пытались вывести самолёт из пикирования, но из-за полученных повреждений сделать это было невозможно. Последние слова на записи речевого самописца DC-9 были сказаны вторым пилотом: С нами всё. Прощайте. Прощайте (англ. We are finished. Goodbye. Goodbye). DC-9 врезался в землю рядом с Врбовецом и в 26 километрах к северо-востоку от Загреба. Trident 3B из-за прочной конструкции фюзеляжа продержался в воздухе несколько дольше и рухнул на землю в 4 километрах от DC-9.
Милиционер, прибывший одним из первых к месту катастрофы, сообщил, что среди обломков Trident 3B он обнаружил девочку, которая ещё подавала признаки жизни, но она умерла до приезда скорой помощи. Погибли все находившиеся на обоих самолётах 176 человек (63 на Trident 3B и 113 на DC-9), а также 1 человек на земле, который стал 177-м погибшим.

## Расследование
Расследование причин столкновения над Загребом проводила Комиссия по расследованию авиационных происшествий Федерального управления гражданской авиации Югославии при участии Отдела по расследованию авиационных происшествий Великобритании (AAIB).
Окончательный отчёт расследования был опубликован 25 декабря 1976 года.

## Суд
Все диспетчеры из УВД Загреба были арестованы уже к полудню. Позже их всех отпустили, кроме Градимира Тасича, оставленного под арестом до суда.
Суд состоялся 11 апреля 1977 года и на нём в качестве обвиняемых присутствовали 5 авиадиспетчеров, начальник смены и 2 чиновника. Всем им были предъявлены обвинения по статье 271-72 («Нарушения в работе железнодорожного, морского и воздушного сообщения, подвергшее опасности людей и их имущество»), что грозило тюремным сроком до 20 лет. После долгого процесса единственным виновным был признан Градимир Тасич, которого приговорили к 7 годам тюрьмы.
Этот арест привёл к волнам протеста авиадиспетчеров по всему миру, которые заявляли, что Тасича сделали «козлом отпущения». Также за пересмотр дела ходатайствовали различные крупные организации, в том числе Международная ассоциация воздушного транспорта (IATA) и Международная ассоциация профессиональных пилотов (ALPA), а также многие профсоюзы авиадиспетчеров.
В результате дело было пересмотрено и Градимир Тасич был оправдан. 29 ноября 1978 года, после 26 с лишним месяцев ареста, он вышел на свободу.

### Комментарии
1. ↑  Здесь и далее указано Всемирное координированное время — UTC